# Verband Militärischer Gesellschaften Schweiz
Der Verband Militärischer Gesellschaften Schweiz (VMG) ist ein unabhängiger militärischer Dachverband und vereinigt alle ausserdienstlich tätigen militärischen Gesellschaften und Verbände aus allen vier Landesteilen der Schweiz. Der Verband zählt rund 200'000 Mitglieder. Damit ist der VMG der grösste Miliz-Dachverband der Schweiz.
Der Verband ist vom Eidgenössischen Departement für Verteidigung, Bevölkerungsschutz und Sport (VBS) anerkannt. Der Sitz des VMG ist in Bern.

## Geschichte und Entstehung
Der heutige Verband ist die Nachfolgeorganisation der Landeskonferenz der militärischen Dachverbände (LKMD). Gegründet wurde der Verband am 19. November 2022 in Bern. Bereits die LKMD gehörte zu den ständigen Adressaten von nationalen Vernehmlassungsverfahren des VBS. Der VMG wird in den Sicherheitspolitischen Kommissionen des Ständerats und des Nationalrats regelmässig angehört.
Bei den Bundesratswahlen 2023 setzte sich der VMG gegen den Bundesratskandidaten John Pult ein, der als Antimilitarist bekannt ist.
Vor der Bundesratswahl 2025 veranstaltete der VMG – erstmals in der Geschichte der Milizverbände – ein Hearing mit den Bundesratskandidaten Markus Ritter und Martin Pfister. Pfister wurde am 12. März 2025 als Nachfolger von Viola Amherd zum Bundesrat gewählt. Bei der Verteilung der Departemente zwei Tage später erhielt Pfister das VBS.

## Organe
Der Präsident und der Vorstand des VMG setzen das Arbeitsprogramm und dadurch den Willen und die Ziele seiner Mitgliedsverbände um. Diese Zielsetzungen werden jährlich anlässlich der Mitgliederversammlung kritisch beurteilt und angepasst.

## Präsident
2021–heute: Oberst i Gst Stefan Holenstein